# Vindemark
Vindemark (dansk) eller Winnemark (tysk) er en landsby og kommune beliggende ved Slien på halvøen Svansø i det østlige Sydslesvig. Administrativt hører kommunen under Rendsborg-Egernførde kreds i den tyske delstat Slesvig-Holsten. Kommunen samarbejder på administrativt plan med andre kommuner i omegnen i Slien-Østersø kommunefællesskab (Amt Schlei-Ostsee). I kirkelig henseende hører Vindemark under Svans og delvis Siseby Sogn. De to sogne lå i Risby Herred (Svans godsdistrikt, Slesvig), da området var dansk.

## Geografi
Kommunen ligger cirka 5 km syd for købstaden Kappel i et typisk østslesvigsk hhv. østjysk morænelandskab. Kommunen omfatter Amalienborg, Bogholt (Bockholz), Bogsrye (også Buksryd, Bocksrüde), Bøllemose (Böllermaas), Charlottenhof, Emers, Havrekobbel (Haberkoppel), Hestemaas, Köllnerfeld, Mølleskov (Mühlenholz), Nixenborg (Nixenburg), Scharfeck, Svaneborg (Schwonsburg), Stenerholt (Steinerholz), Sundsager og godset Gereby og samarbejder på administrativt plan med andre kommuner i Svans i Slien-Østersø Amt (Amt Schlei-Ostsee).

## Historie
Vindemark er første gang nævnt 1462. Forleddet henføres til glda. windær i betydning vendere. Muligt er også en afledning af oldnordisk vinda (≈blæse, dreje) eller vindr (≈skæv).
Gereby er første gang nævnt 1352. Stednavnet henføres til oldnordisk gerð eller oldsaksisk/nedertysk ger for en stav. Landsbyen Gereby blev senere omdannet til Karlsborg gods, dens nuværende hovedbygning er fra 1721.
Kommunevåben viser i øverste felt tre grønne lindeblade, i nederste felt en svane. Farbverne blå og gul er hentet fra det slesvigske/sønderjyske våben.
På kommunens areal direkte ved Sliens sydlige bred, lå tidligere det danske borganlæg Svaneborg.